# アリーオーン

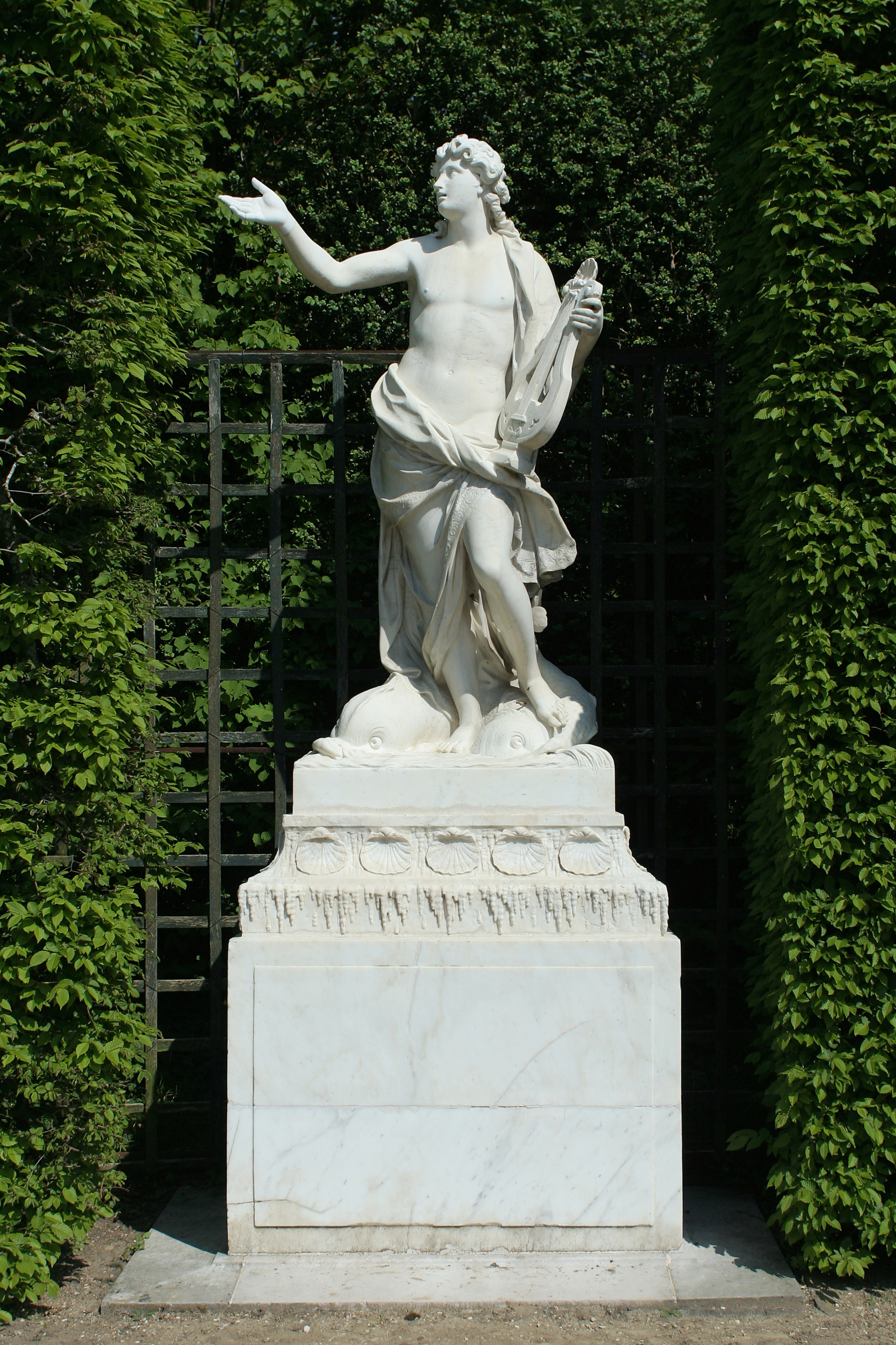
竪琴を持ちイルカに乗るアリーオーン像。ヴェルサイユ庭園、1690年代

アリーオーン（古代ギリシア語: Ἀρίων / Ariōn、アリオンとも）は、半ば伝説的な古代ギリシアの音楽家で、ディオニューソス祭の踊りであるディテュランボスを発明した人物とされる。紀元前7世紀のレスボス島出身の人物で、コリントスの僭主ペリアンドロスに仕えた。

## 生涯
ヘロドトス『歴史』1.23-24によると、アリーオーンはレスボス島メーテュムナーの出身であり、当時並ぶもののないキタラ演奏家であり、またディテュランボスの韻律を発明した人物であった。
紀元前625年ごろ、アリーオーンはコリントスの僭主ペリアンドロスの宮廷に仕えていた。
ヘロドトスの伝える逸話によると、アリーオーンは海を渡って南イタリアとシチリアの音楽競技に出席して多くの賞を得たが、タレントゥム岬からコリントスへ帰る途中で船員たちが彼を海から突き落として財産を奪おうとした。アリーオーンは歌を歌った後に海に身投げしたが、歌を愛するイルカたちが集まってきて、アリーオーンをその背中に乗せてペロポネソス半島南端のタイナロン岬まで送りとどけた。アリーオーンはそこからコリントスに戻った。船員たちはそのことを知らずにコリントスへ戻り、罪が明らかになったという。ヘロドトスによるとタイナロンにはイルカに乗ったアリーオーンの小さな銅像が祀られていた。
アイリアノス『動物の特性について』12.45にはイルカが音楽を愛することの例としてアリーオーンの逸話を引き、タイナロンの銅像に記された碑文とアリーオーンが作ったというポセイドーン讃歌を載せている。
ヒュギーヌス『ギリシャ神話集』のアリーオーンの項でもほぼ同じイルカの逸話を記すが、イルカがタイナロンで死んだために王が像を作らせたこと、アポローン神がアリーオーンとイルカを天上に上げた（いるか座）という話が追加されている。

## 影響
イルカに乗った音楽家のイメージは多くの美術作品の題材となった。ルイス・デ・ナルバエス『ビウエラ曲集』 (es:Los seys libros del Delphin) 初版の表紙にはイルカに乗った音楽家（竪琴のかわりにビウエラを手にしている）が描かれている。